# Wilhelm Moritz (Nassau-Siegen)
Wilhelm Moritz von Nassau-Siegen (* 18. Januar 1649 auf dem Kasteel Wisch in Terborg; † 23. Januar 1691 in Siegen) war ein Graf von Nassau-Siegen, ab 1664 als Fürst von Nassau-Siegen ein Mitregent des Fürstentums.

## Familie

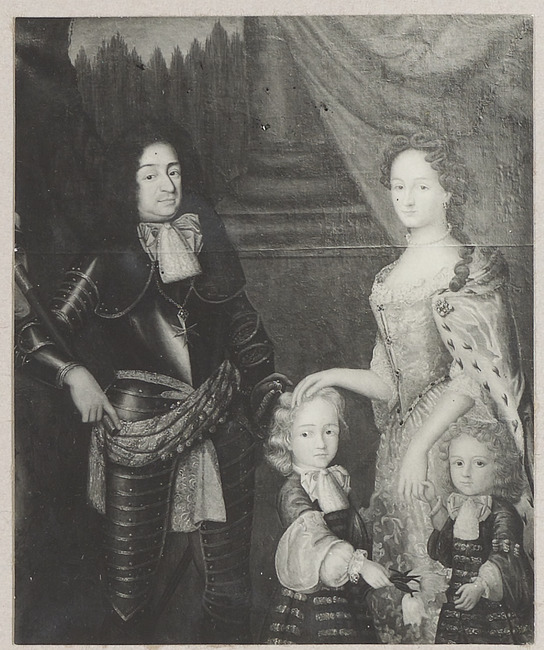
Wilhelm Moritz mit Frau und Söhnen (um 1690)

Wilhelm Moritz war das zweite von vier Kindern von Graf Heinrich von Nassau-Siegen (1611–1652) und seiner Frau Maria Magdalena von Limburg-Styrum (ca. 1632–1707) aus dem Hause Wisch. Seine Schwester Sophia Amalia war verheiratet mit Friedrich Casimir Ketteler Herzog von Kurland.
Er heiratete am 6. Februar 1678 in Schaumburg Ernestine Charlotte von Nassau-Dillenburg-Schaumburg (1662–1732), Tochter von Fürst Adolf von Nassau-Schaumburg. Sie war eine Enkelin des bekannten Feldmarschalls Melander von Holzappel. Aus der Ehe gingen die beiden Söhne hervor:
- Friedrich Wilhelm I. Adolf Prinz von Nassau-Siegen (1680–1722), später Fürst von Nassau-Siegen

⚭ Elisabeth Prinzessin von Hessen-Homburg (* 6. Januar 1681; † 12. November 1707) mit fünf Kindern, darunter Friedrich Wilhelm II. (Nassau-Siegen)
⚭ Amalie Luise Prinzessin von Kurland (* 23. Juli 1687; † 18. Januar 1750) mit acht Kindern
- Karl Ludwig Heinrich Prinz von Nassau-Siegen (1682–1694)

## Leben
1664 wurde Wilhelm Moritz in den Reichsfürstenstand erhoben, was 1652 schon bei seinen beiden Mitregenten in Nassau-Siegen, dem calvinistischen Onkel Johann Moritz von Nassau-Siegen sowie dem katholischen Cousin Johann Franz Desideratus von Nassau-Siegen der Fall gewesen war.
1678 setzte der kinderlose Johann Moritz seinen Neffen und Mitregenten im gemeinschaftlich regierten Fürstentum Nassau-Siegen, Wilhelm Moritz, als Adoptivsohn testamentarisch auch als Erbe für das Drittel des Landes ein, das 1648 Johann Moritz zugesprochen worden war. Von 1679 bis zu seinem Tode 1691 regierte Wilhelm Moritz daher gemeinschaftlich mit Johann Franz Desideratus das Fürstentum. Fürst Wilhelm Moritz residierte in Siegen im Unteren Schloss, der katholische Vetter im Oberen Schloss. Wilhelm Moritz ließ am Unteren Schloss ein Torhaus erbauen und weitere Umbauten vornehmen. Er hatte in der Ginsburg in Hilchenbach seinen Sommersitz. Ab 1683 baute er dort ein neues Schloss (Wilhelmsburg), das aber bei einem Brand 1689 in großen Teilen zerstört wurde, heute befindet sich dort der Sitz des Hilchenbacher Stadtarchivs. Er hatte es im Dienst der Generalstaaten zum General gebracht und trat auch im Johanniterorden die Nachfolge seines Adoptivvaters Johann Moritz an.
Nach dem Tod von Wilhelm Moritz übernahm Ernestine Charlotte für die minderjährigen Söhne die vormundschaftliche Regentschaft (vgl. Hessisches Hauptstaatsarchiv Abt. 171).